# Hjälmbasilisk
Hjälmbasilisk (Basiliscus basiliscus) är en ödleart som beskrevs av Carl von Linné 1758. Hjälmbasilisk ingår i släktet basilisker (Basiliscus), och familjen Corytophanidae.
Hjälmbasilisk förekommer i Nicaragua, Costa Rica, Panama, nordvästra Ecuador, Colombia och Venezuela.
Arten lever i låglandet och i bergstrakter upp till 1600 meter över havet. Den vistas i torra och fuktiga skogar samt i galleriskogar. Den hittas ofta nära vattendrag och den besöker jordbruksmark. Honor lägger ägg.
För beståndet är inga hot kända. Hela populationen bedöms som stabil. IUCN listar arten som livskraftig (LC).

## Underarter
Arten delas in i följande underarter:
- B. b. basiliscus
- B. b. barbouri